# Ліптуга Олександр Сергійович
Олекса́ндр Сергі́йович Ліпту́га (16 червня 1986, м. Сімферополь, Кримська область, Українська РСР — 11 травня 2017, смт Луганське, Бахмутський район, Донецька область, Україна) — український військовик, старший сержант Збройних сил України, сапер, учасник російсько-української війни.

## Життєпис
Народився 1986 року в місті Сімферополь Кримської області Української РСР (нині — Автономна Республіка Крим, з 2014 року — окупована російськими військами). Батько — уродженець м. Вознесенська, тому родина з часом переїхала на Миколаївщину. Закінчив 9 класів середньої загальноосвітньої школи № 3 м. Вознесенськ, продовжив навчання у Сімферополі, в школі № 29, де закінчив 11 класів. Батьки бачили майбутнє сина у підрозділі МЧС, хотіли, щоб він вчився на рятувальника, але він вирішив піти в армію.
У 2005—2006 роках проходив бойове злагодження у м. Полтава. Отримав звання молодшого сержанта. Був переведений у Гостомель. Після демобілізації літо провів вдома з рідними, а восени підписав контракт.
Під час російської збройної агресії проти України восени 2015 року був переведений до Сухопутних військ за власним бажанням, щоб потрапити у зону бойових дій.
Старший сержант, командир відділення інженерно-саперного взводу інженерно-саперної роти групи інженерного забезпечення 53-ї окремої механізованої бригади, військова частина А0536, м. Сєвєродонецьк, Луганська область. Виконував завдання на території проведення антитерористичної операції, зокрема у Майорську поблизу окупованої Горлівки, на Світлодарській дузі.
11 травня 2017 року під час виконання бойового завдання поблизу взводного опорного пункту № 4311 (ВОП 43-го ОМПБ) в районі смт Луганське двоє саперів групи розмінування підірвались на вибуховому пристрої. Старший сержант Ліптуга загинув на місці, другий сапер дістав поранення і був госпіталізований.
Похований 14 травня на Болгарському кладовищі Вознесенська.
Батько помер в лютому 2017 року. Залишилась мати, брат (також військовослужбовець) і наречена.

## Нагороди та вшанування
- Указом Президента України № 42/2018 від 26 лютого 2018 року, за особисту мужність і самовіддані дії, виявлені у захисті державного суверенітету та територіальної цілісності України, зразкове виконання військового обов'язку, нагороджений орденом «За мужність» III ступеня (посмертно)[5].
- У червні 2017 року нагороджений відзнакою «Герой Миколаївщини» (посмертно)[6].
- 6 грудня 2017 року у фоє виконавчого комітету Вознесенської міської ради відкрили стенд пам'яті загиблим учасникам АТО «Вознесенці вклоняються своїм землякам!». На меморіальному стенді розміщено світлини вісьмох земляків, які віддали своє життя за Україну, серед них і Олександр Ліптуга[7].
- 19 квітня 2019 року рішенням Вознесенської міської ради разом з іншими вознесенцями, що загинули в АТО, він був удостоєний звання Почесного громадянина міста Вознесенська[8].